# Silvia Marcovici
Silvia Marcovici (Bacău, 30 gennaio 1952) è una violinista rumena.

## Biografia

### Infanzia ed Esordio
Nata a Bacău, prosegue i suoi studi al conservatorio di Bucarest con Ştefan Gheorghiu. Fa il suo debutto all'età di 10 anni, riscuotendo gran successo nel suo paese. Fa il suo debutto internazionale ancora sedicenne all'Aia, con il Concerto per violino di Čajkovskij, sotto la direzione di Bruno Maderna. A 17 anni, nel 1969, prende parte al "Concours international Marguerite Long-Jacques Thibaud" di Parigi, vincendo il primo premio. L'anno successivo vince anche il Concorso George Enescu di Bucarest.
Invitata da Leopold Stokowski, si esibisce nel concerto di Glazunov con la London Symphony alla Royal Festival Hall. Il concerto viene registrato dalla Decca Records.

### Carriera
Da allora, Silvia Marcovici si esibisce con numerose orchestre europee ed americane come la Philharmonia, la Royal Philharmonic Orchestra, la Orchestra reale del Concertgebouw, l'Orchestre National de France, l'Orchestra dell'Accademia Nazionale di Santa Cecilia e la New York Philharmonic. Silvia Marcovici ha lavorato con direttori d'orchestra come Claudio Abbado, Sergiu Comissiona, James DePreist, Plácido Domingo, Bernard Haitink, Eliahu Inbal, Neeme Järvi, Jesús López Cobos, Zubin Mehta, Riccardo Muti, André Previn, Mstislav Rostropovich, Alessandro Siciliani, David Zinman e molti altri.
Silvia si esibisce regolarmente nel continente americano, in Giappone, Israele e in tutta Europa. Suona un violino Albani del tardo XVIII secolo.

### Vita privata
Silvia Marcovici è sposata con il violinista Diego Pagin. Vivono a Strasburgo e hanno due figli. Silvia si esibisce spesso col figlio, il pianista Aimo Pagin.